# Pyšminskij rajon
Il Pyšminskij rajon (in russo Пышминский район?) è un distretto nell'oblast' di Sverdlovsk, in Russia. Il centro amministrativo è l'insediamento di tipo urbano di Pyšma. 
Dal punto di vista della struttura amministrativo-territoriale della regione, il rajon si trova entro i confini del distretto urbano Pyšminskij (Пышминский городской округ, Pyšminskij gorodskoj okrug). Il distretto si trova nel corso medio del fiume Pyšma.
La Ferrovia Transiberiana (Mosca - Vladivostok), così come l'autostrada federale R351 (Ekaterinburg - Tjumen'), popolarmente chiamata "via siberiana" (Сибирский тракт), attraversano il distretto da ovest a est.